# Skulpturenpark Durbach

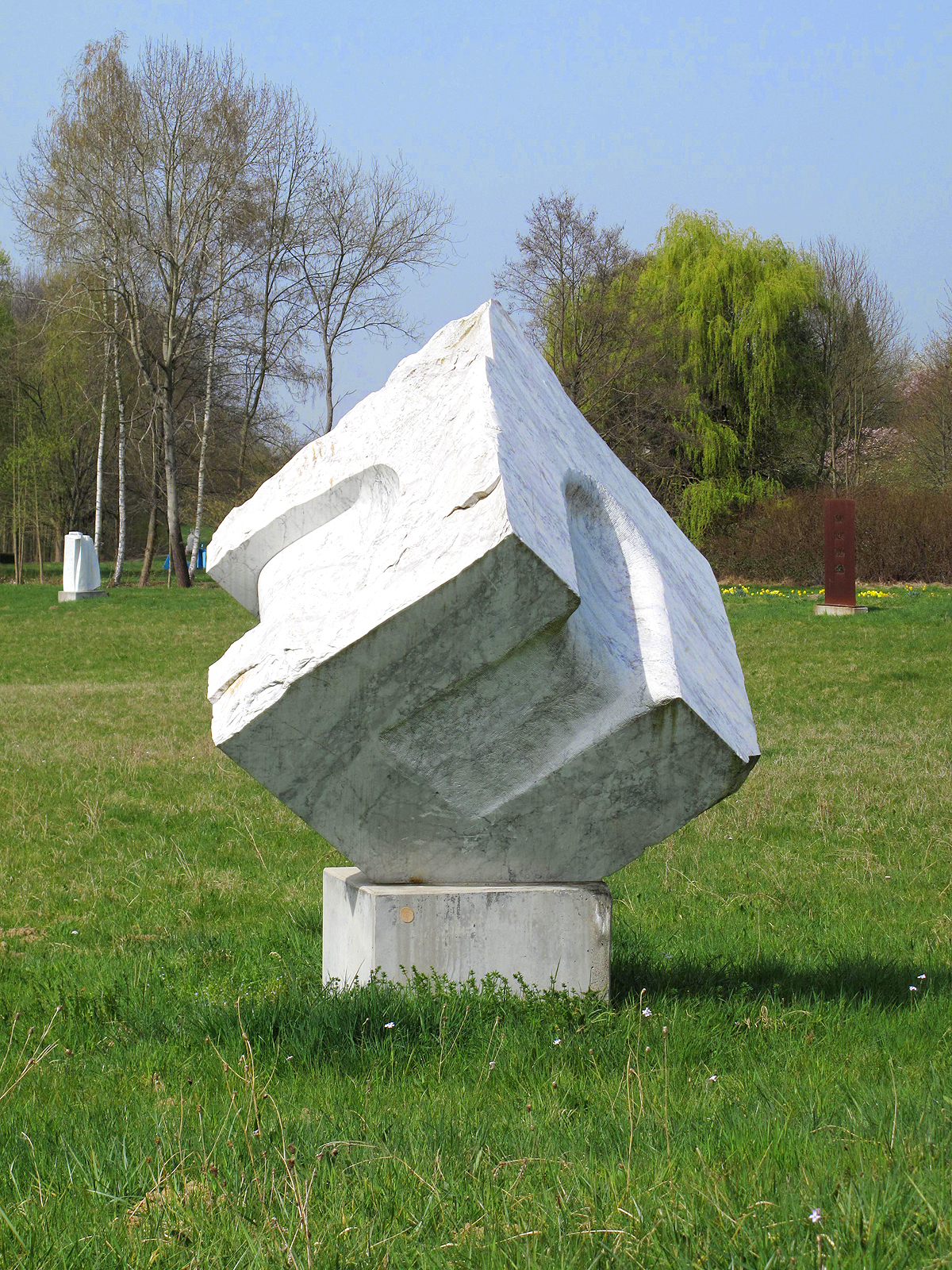
Jon Barlow Hudson, Uncarved Block IX, 1999

Der Skulpturenpark Durbach befindet sich am südwestlichen Rand der Gemeinde Durbach im Ortenaukreis in Baden-Württemberg. Sein weitläufiges Gelände liegt südlich der Staufenburg Klinik und reicht im Westen bis zum Museum für aktuelle Kunst – Sammlung Hurrle.

## Entstehung und Projektbeschreibung
Bei Internationalen Bildhauersymposien in den Jahren 1984, 1986, 1989, 1996 und 1999 entstand die Mehrzahl der 73 Werke von 65 Bildhauern aus 22 Ländern. Einige wenige Arbeiten sind außerhalb der Symposien entstanden. Die Künstler verwendeten vorwiegend weißen Marmor aus Carrara sowie rotem Sandstein und Granit. Ergänzt werden die Steinarbeiten durch Holzskulpturen, Metallarbeiten und durch Skulpturen, die aufgemauert wurden.
Initiator des Skulpturenparks ist Rüdiger Hurrle. Er gründete den Verein: „Kunst am Weg e. V.“, der sich um den Erhalt und die Pflege der Werke kümmert und deren Eigentümer ist.
Der Skulpturenpark ist jederzeit frei zugänglich.

## Werke im Skulpturenpark
Bildhauersymposion 1984
- Mathias Beck (Deutschland): Steinharfe
- Valentina Boștină (Rumänien): Herrscherin der Wälder
- Francesco Cremoni (Italien): Metamorphose
- Colin Figue (Großbritannien): Gruß an die Sonne
- Günter Nahm (Deutschland): Zärtliche Mutter
- Yoshin Ogata (Japan): Weiße Sonne
- Otto Rhor (Deutschland): Familie
- Jean-Luc Schické (Frankreich): Archibase 84

Bildhauersymposion 1986
- Walter Bausenhart (Deutschland): Einsicht
- Christa Biederbick (Deutschland): Kleine Reiterin
- Nelson Cardoso (Brasilien): Tributal
- Jan Dokter (Niederlande): Die Badende
- Pedro Fazenda (Portugal): Ein Platz zum Träumen
- Mariano Frare (Italien): Der Kuss
- Koh-emon Hattori (Japan): Liegender Torso
- Silvia Kluge (Deutschland): Landschaftsmalerei
- Josef Povazan (Tschechoslowakei): Tor des Friedens
- Georg Viktor (Deutschland): The girl of Ipanema
- Silvia Westphalen (Peru): Vogel vor schwarzem Wald

Bildhauersymposion 1989
- Wolf Bröll (Deutschland): Schwebende Wolke
- Zbigniew Fraczkiewicz (Polen): Beziehungen oder Zeichen des Dauerns
- Armin Göhringer (Deutschland): Torsteher
- Günther Huniat (Deutschland): Versöhnung
- Mihai Istudor (Rumänien): Das Fenster
- Herbert M. Juny (Deutschland): Die Wiederentdeckung der Seele
- Dušan Králik (Tschechoslowakei): Willkommen im Kosmos
- Juri Králik (Tschechoslowakei): Arche Noah
- Reuven Scharf (Israel): Leittier
- Gil Schlesinger (Tschechoslowakei/Deutschland): Krötenstein im Mondkreis
- Jörg Stein (Deutschland): Bulgenbacher Zeichen – Bulgenbacher Mahnung
- Ulrich Tarlatt (Deutschland): Hugo II – große Amtsperson
- Emiel Uytterhoeven (Belgien): Shrine of water
- Kuo-Hsien Wang (Taiwan): Die Familie

Bildhauersymposion 1996
- Yves Banchelin (Frankreich): La rêve de lune
- Marta Branicka (Polen): Ich ändere und werde geändert
- Matthias Dämpfle (Deutschland): Auf dem Sprung
- Mihai Ecobici (Rumänien): Tree under summer rain
- Antonio Ievollela (Italien): Terra di magia
- Dariusz Kowalski-Kodar (Polen): Generationen
- Zeev Krischer (Israel): Hüter des Hauses
- Rui Matos (Portugal): Soul about a short leg
- Kim Moon-Kyu (Korea): Light series III
- Pierre Moreels (Belgien): L’instant de la vague
- Martin Petz-Topas (Deutschland/Italien): Solitudine
- Johannes Pfeiffer (Deutschland): Kreuz am Weg oder Wegekreuz
- Bertrand Pigeon (Frankreich): L’homme qui donne
- Jonas Simonelis (Litauen): Die Woge
- Philippe Voré (Deutschland): Lawine, die im Steinschlag endet

Bildhauersymposion 1999
- Vytenis Antanavičius (Litauen): Rain fell down to the river
- Michael Dan Archer (Großbritannien): Silent
- Jürgen Bach (Deutschland): Wohin!?
- Ioan Bunus (Rumänien): Gartentor zum Jahr 2000
- Manfred Emmenegger-Kanzler (Deutschland): Durbacher Tor
- Armin Göhringer (Deutschland): ohne Titel
- Salah Hammad (Ägypten): Musik
- Jon Barlow Hudson (USA): Uncarved Block IX
- George Iremashvili (Georgien): Shutters
- Elisabeth Juan (Österreich): Verbindung
- Laurentiu Mogosanu (Rumänien): Body and soul
- Louis-Melcky Perrone (Frankreich): Hommage à Brancusi
- Omi Riesterer (Deutschland): Fächersäule und: Spannung horizontal
- Uli Schwander (Deutschland/Spanien): Wüste Eiszeit
- Anno Sieberts (Deutschland): Seelenlandschaft
- Erika Unterpertinger (Italien): Durchgangsstadien

Weitere Werke
- Valentina Boștină (Rumänien): Das göttliche Paar, 1985
- Colin Figue (Großbritannien): Ferne Welten, 1985
- Günter Nahm (Deutschland): Fruchtbarkeits-Stele, 1987
- Yves Banchelin (Frankreich): Stehender Torso, 1998
- Pierre Moreels (Belgien): Wolke über Landschaft, 1998
- Jonas Šimonėlis (Litauen): Große Form, 1998
- Kang Jinmo (Südkorea): Negativ und Positiv, 2000
- Peter Brake (Deutschland): Verwandlung, 2001

## Fotos (Auswahl)

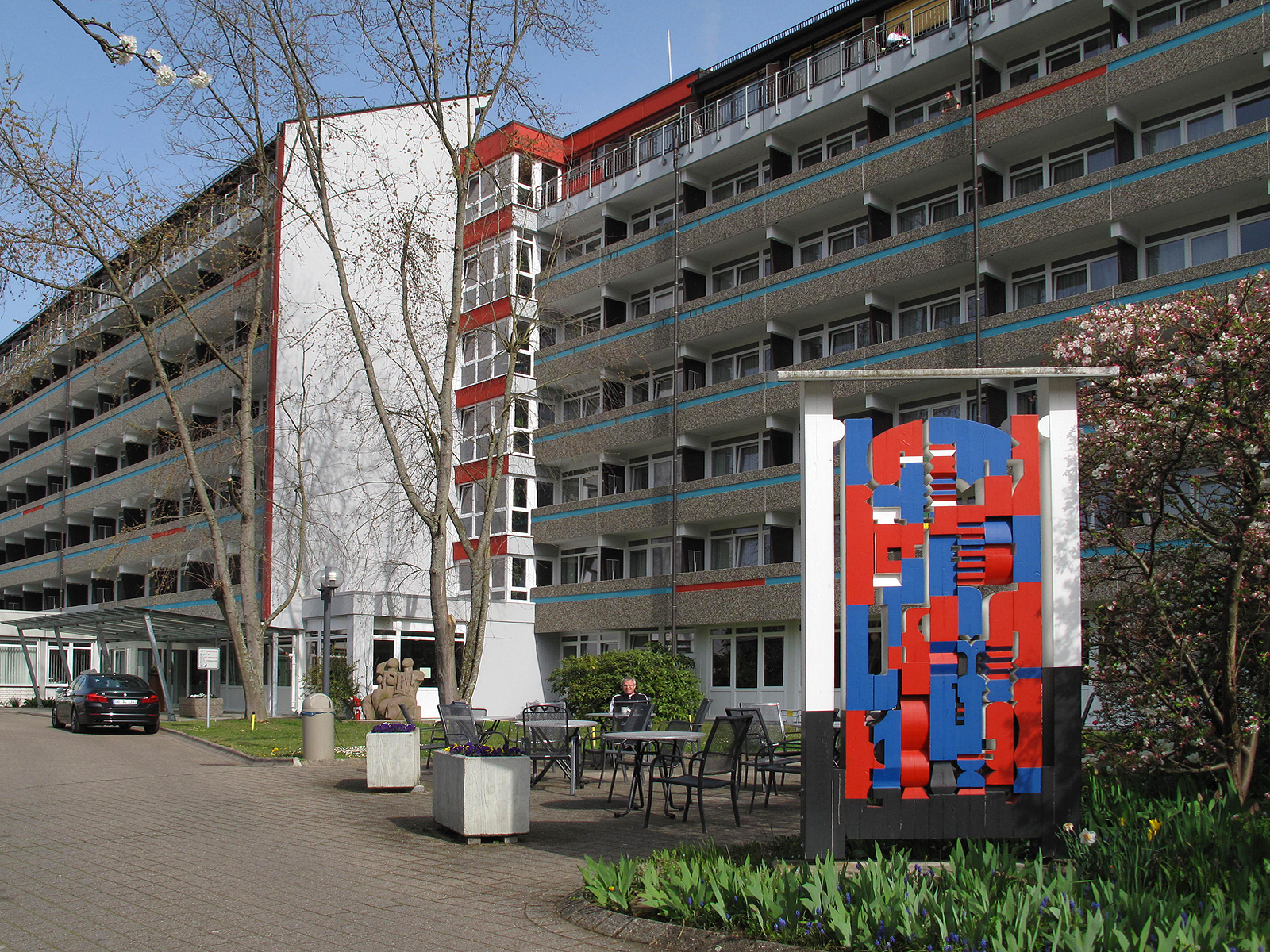
Josef Povazan, Tor des Friedens, 1986
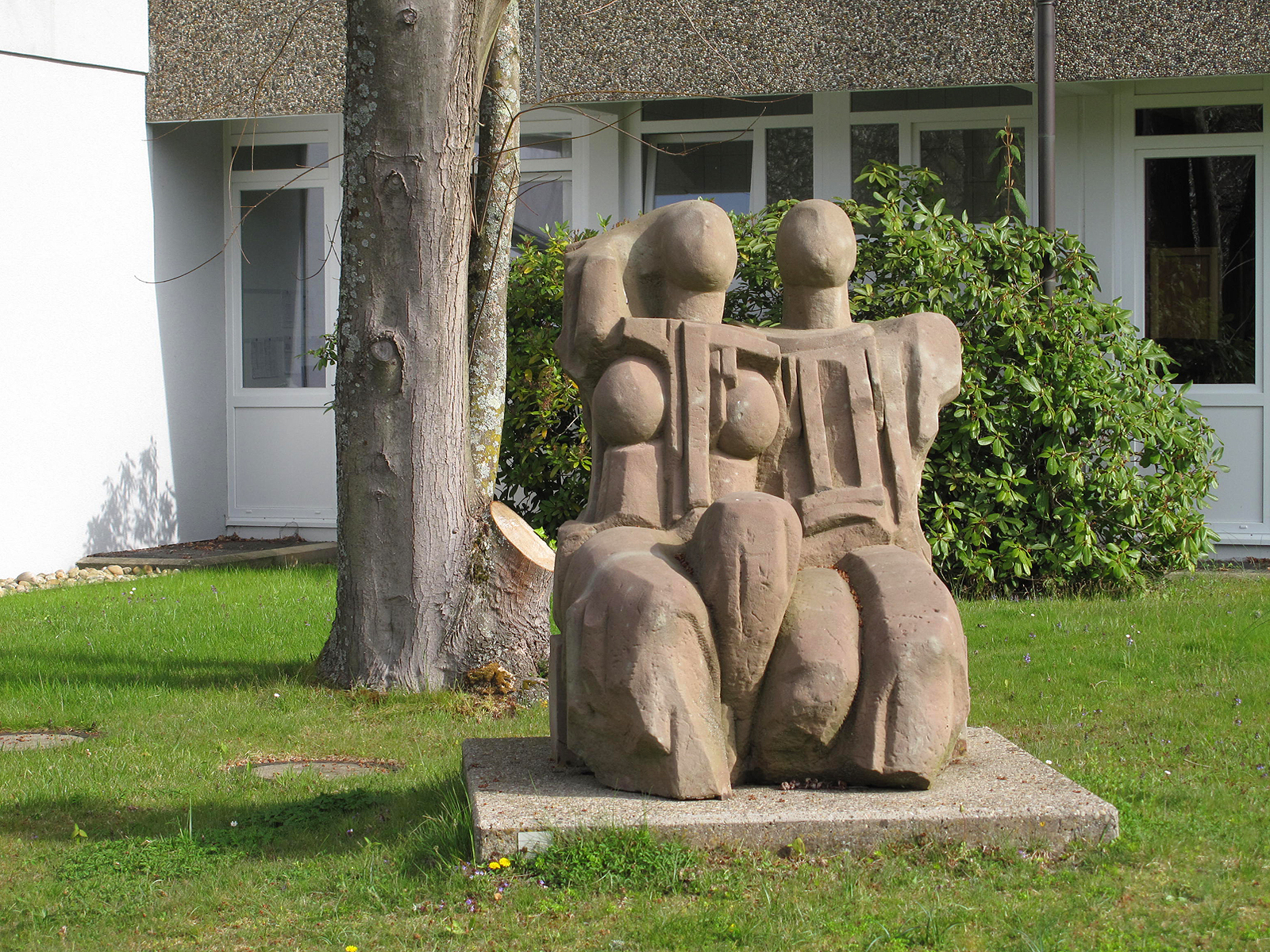
Valentina Bostina, Das göttliche Paar, 1985
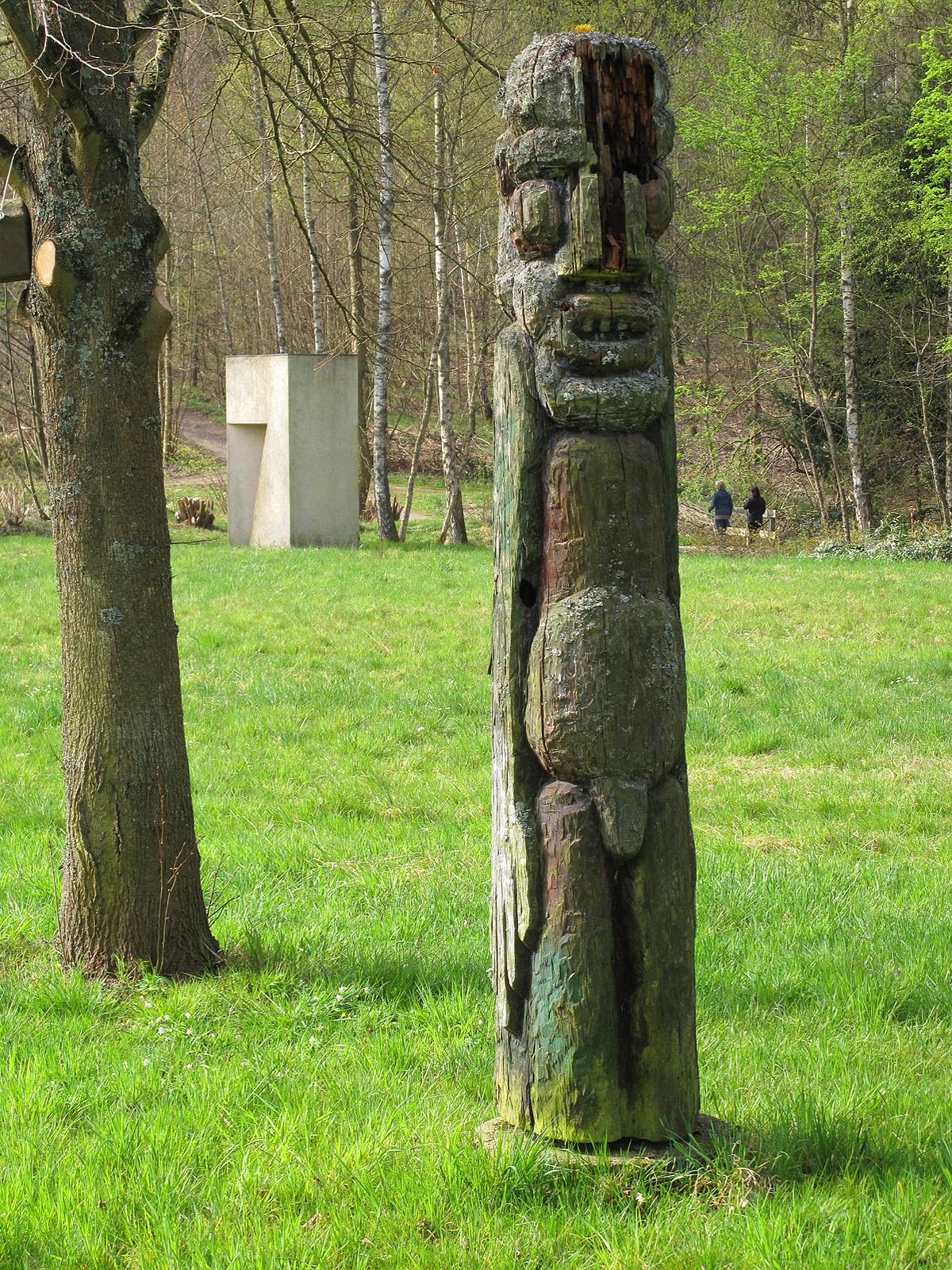
Ulrich Tarlatt, Hugo II – große Amtsperson, 1989
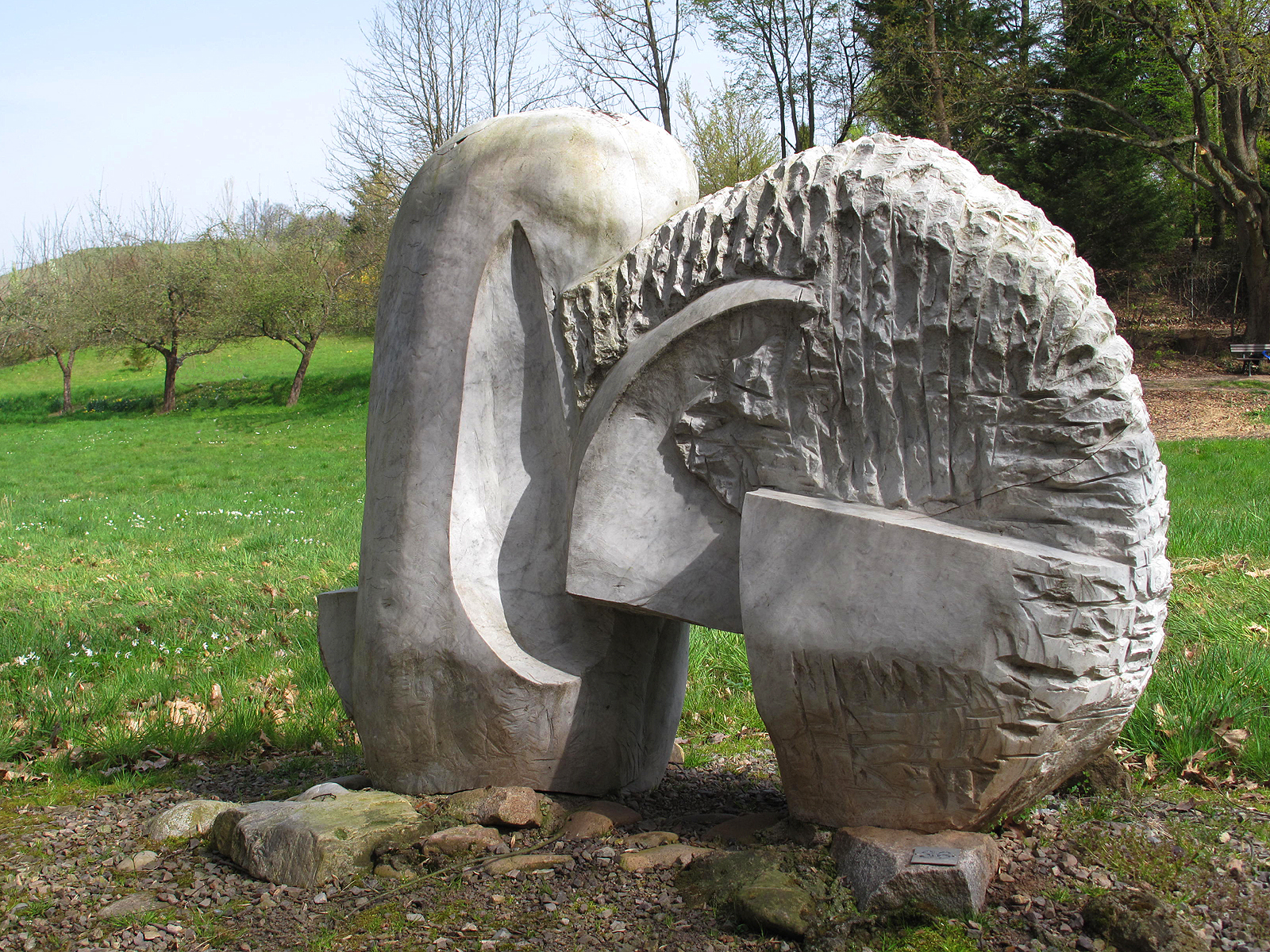
Reuven Scharf, Leittier, 1989
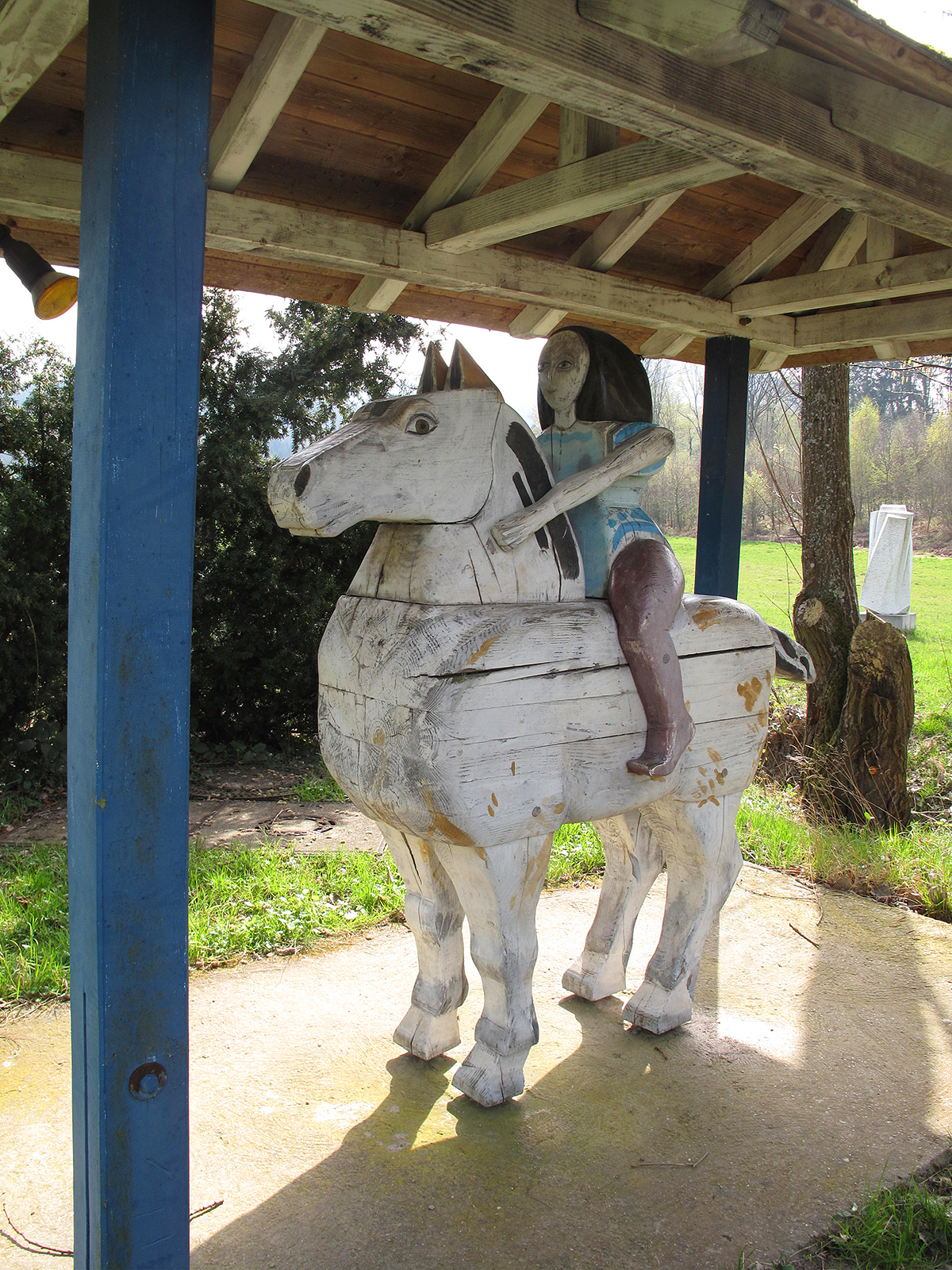
Christa Biederbick-Tewes, Kleine Reiterin, 1986
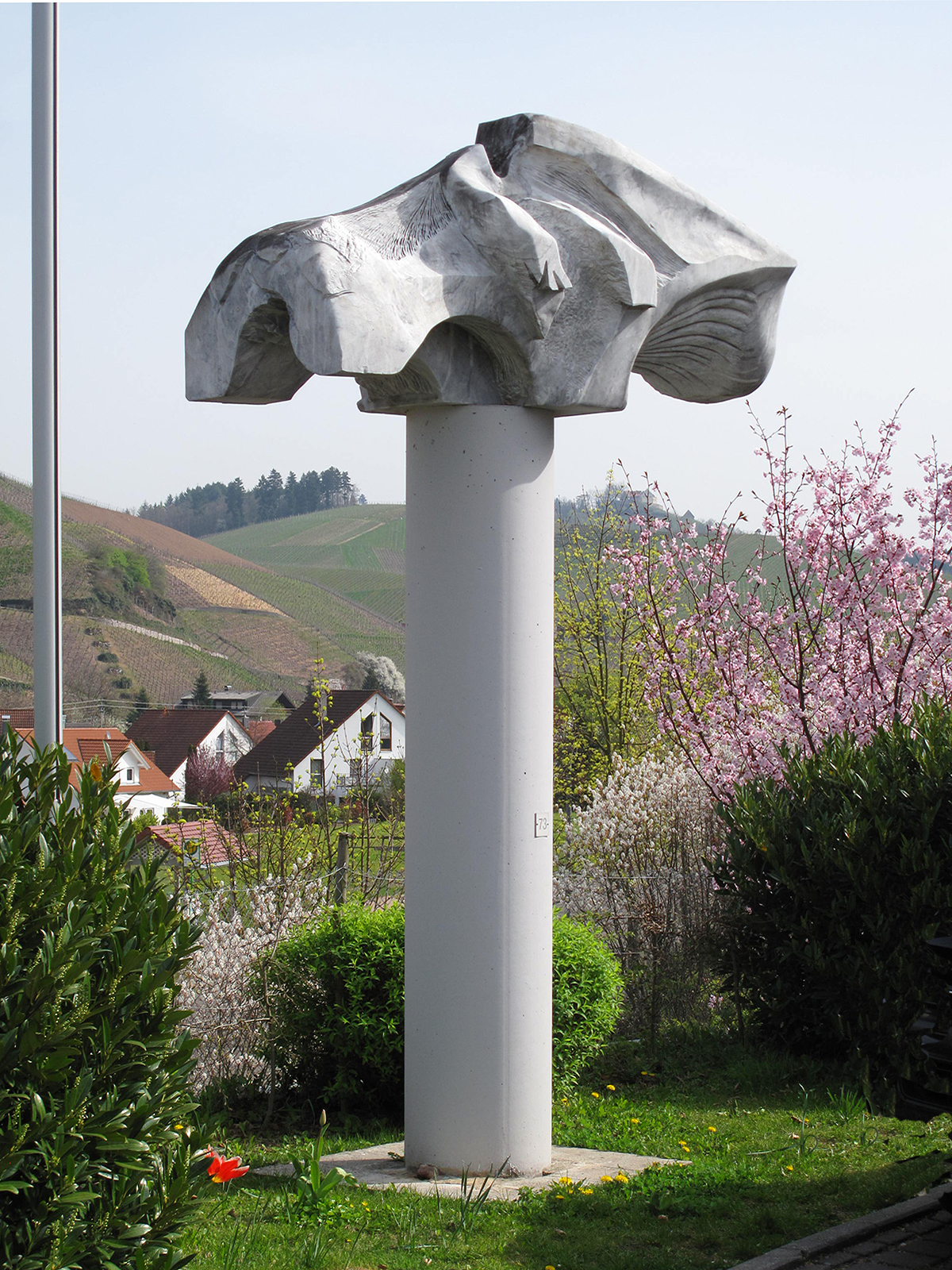
Pierre Moreels, Wolke über Landschaft, 1998

## Einführende Literatur
- Wolfgang Hartmann (Hrsg.), Werner Pokorny (Hrsg.) u. a.: Das Bildhauersymposion. Entstehung und Entwicklung einer neuen Form kollektiver und künstlerischer Arbeit. Hatje, Stuttgart 1988, ISBN 3-7757-0263-6.
- Jutta Birgit Wortmann: Bildhauersymposien: Entstehung – Entwicklung – Wandlung. Dargestellt an ausgewählten Beispielen und ergänzt durch Gespräche mit Beteiligten. Begleitmaterial: 1 CD-ROM. Lang, Frankfurt am Main (u. a.) 2006, ISBN 3-631-55273-4.